# Гиноцентризам
Гиноцентризам је доминантан или искључив фокус на женама у теорији или у пракси; или њихово истог. Све се може сматрати гиноцентричним ако се односи искључиво на женско (или феминистичко) гледиште. 

## Историја
Појам гиноцентризам био је у употреби барем од 1897. године када се појавио на Отвореном суду у којем је речено да континентални Европљани доживљавају Американце „више оптерећене гиноцентризмом него антропоцентризмом”. Аутор Џорџ А. Бирмингам је 1914. године изјавио да „амерички друштвени живот ми се чини гиноцентричан. Уређен је са циљем да угоди женама. Мушкарци ту имају улогу где и како могу.”
Почевши од другог таласа феминизма 1970-их, термин гиноцентризам је био кориштен за описивање феминизма различитости, који је показао помак ка разумевању и прихватању родних разлика, насупрот феминизму једнакости.
Према филозофу Универзитета из Масачусетса, Кристи Ходап, у савременим мушким покретима гиноцентризам се описује као наставак дворских љубавних конвенција из средњовековних времена, у којима су жене цењене као квази-аристократска класа, а мушкарци су виђени као нижа класа. Ово антифеминистичко гледиште описује феминизам као продужетак опресивних средњовековних конвенција попут посвећеног витештва и романтизованих односа, а не као покрет према ослобађању.
Професори верских студија Пол Нејтансон и Кетрин К. Јанг тврде да феминистички позиви на једнакост или правичност представљају подвалу за гиноцентризам. 

## Етимологија
Израз гиноцентризам потиче од старогрчког, γυνη и κεντρον. Γυνη се може превести као жена или женскост, али и као супруга. 

## Критика
Нејтансон и Јанг кажу да идеолошки, основни фокус гиноцентризма јесте приоретизација женске хијерархије, а због тога се може тумачити као мизандрија (мржња и предрасуде према мушкарцима). Феминистички позиви на једнакост или правичност су, према њиховим речима, подвала за гиноцентризам. 
Они дефинишу гиноцентризам као светоназор утемељен на посредном или непосредном уверењу да се свет врти око жена, културолошка тема за коју тврде да је постала „-{de rigueur}-“ иза кулиса у судским парницама и владиним бирократијама, резултујући системском дискриминацијом мушкараца. Даље наводе да је гиноцентризам облик есенцијализма - различит од стипендија или политичког активизма у име жена - у мери у којој се фокусира на урођене врлине жена и урођене пороке мушкараца. 
Феминистичка списатељица Линда Бурнс наглашава да гиноцентризам позива на величање позитивних женских различитости - женске историје, митова, уметности и музике - за разлику од асимилационистичког модела који привилегује сличности са мушкарцима. Међутим, у пракси примећено да је превласт жена повезаних са гиноцентричним наративима често апсолутна: међуперсонално, културолошки, историјски, политички или у ширим друштвеним контекстима, попут популарне забаве. 
Заједница мушкараца која иде сопственим путем (МГТОВ) описује себе као одговор против мизандрије гиноцентризма.